# Ajas-beg
Ajas-beg (? - Visoko, 10. siječnja 1486.), sandžak-beg Bosanskog sandžaka i sandžak-beg Hercegovačkog sandžaka te sandžak-beg u Ćustendilu, kulturni mecesna. Uzima se da je osnivačem Visokog nastalog poslijeg osmanskih osvajanja, tj. Visokog kao naselja orijentalno-islamskog tipa.

## Životopis
Ne zna se točno kad je rođen. Nije pouzdano odakle je, osim da je južnoslavenskog podrijetla iz kršćanske obitelji, i da je vjerojatno rodom iz Visokog jer je ondje ostavio veliki broj vakufa. Sin je Isak-bega Abdulhajeva. Islamizirani kršćani ovakvim su imenima nazivali svoje očeve te tako prikrivali svoje kršćansko podrijetlo. Uvakufio je mnogo objekata u Visokom i Sarajevu. U Visokom je dao podići hamam, mekteb, vodovod, most na rijeci Bosni i tekiju nakšibendijskog reda. U Sarajevu je dao podići džamiju, mekteb, hamam i vodovod. Voda iz Ajas-pašina hamama sprovedena je u Miljacku tik niže od Latinske ćuprije. Voda je otjecala kanalo koji se poslije pružao niz ulicu Kujundžiluk. Po Ajas-paši nazvala se cijela mahala. U njoj je bila Sabljarska čaršija, u kojoj je bilo mnogo dućana od kojih su 22 pripadala ovom vakufu. Ne zna se gdje je bilo Ajas-pašino vrelo kraj koga je Čekrekčija uvakufio 5 dućana. Ajas-pašina sarajevska vakfija je iz 1477. godine. U izvorima se Ajas prvi put spominje 26. travnja 1470. kao sandžak-beg Bosanskog sandžaka. Vođa vojnih pohoda na djelove Hrvatske koji su bili u kršćanskim državama. 1472. poduzeo je pohod na središnju i zapadnu Hrvatsku, produživši dalje u Furlaniju. Vodio je vojsku od 30 000 ljudi što je bio prvi važniji osmanski pohod nakon osvajanja Bosne. Glede veličine vojske i pohoda koji je poduzeo 1472., smatra se da je bio vrhunski vojskovođa, a to je znanje i iskustvo mogao steći samo u sređenoj vojsci jedne države ili velikaša. Budući da se smatra da je bio iz Visokog, mogao je biti u vojsci bosanske države ili nekog bosanskog velikaša. Vjerojatno je bio plemićkog podrijetla. Novi spomen je 1477. godine. Spominje ga se gdje legalizira svoje vakufname na sarajevskom sudu, a koje je dao podići u Visokom i Sarajevu. Listopada 1478. postao je hercegovački sandžak-beg i dužnost je obnašao do ljeta 1480. godine. Nakon toga je sandžak-beg sandžaka sa sjedištem u Ćustendilu. Siječnja 1482. osvojio je Herceg Novi za što je nagrađen naslovom paše. Ajas-beg, sada Ajas-paša 1483. je opet bosanski sandžak-beg. Naposljetku se 1483. vratio na položaj bosanskog sandžak-bega, po drugi put. Dužnost je obnašao do 1484. godine. Umro je 10. siječnja 1486. godine.